# ディーン・カイリー
ディーン・カイリー（Dean Laurence Kiely、1970年10月10日 - ）は、アイルランドの元サッカー選手。元アイルランド代表。ポジションはゴールキーパー。

## 来歴
1999年にアイルランド代表デビュー。2002 FIFAワールドカップのメンバーにも選ばれた。2008年までに11試合に出場した。

## 代表歴

### 出場大会
- アイルランド代表
  - 2002 FIFAワールドカップ

### 試合数
- 国際Aマッチ 11試合 0得点（1999年-2008年）[1]

| アイルランド代表 | 国際Aマッチ | 国際Aマッチ |
| 年               | 出場        | 得点        |
| ---------------- | ----------- | ----------- |
| 1999             | 2           | 0           |
| 2000             | 2           | 0           |
| 2001             | 0           | 0           |
| 2002             | 3           | 0           |
| 2003             | 1           | 0           |
| 2004             | 0           | 0           |
| 2005             | 0           | 0           |
| 2006             | 0           | 0           |
| 2007             | 0           | 0           |
| 2008             | 3           | 0           |
| 通算             | 11          | 0           |